# Pandanus nervosus
Pandanus nervosus är en enhjärtbladig växtart som beskrevs av Benjamin Clemens Masterman Stone. Pandanus nervosus ingår i släktet Pandanus och familjen Pandanaceae.
Artens utbredningsområde är Sumatera. Inga underarter finns listade.